# Gabriel Turowski
Gabriel Turowski (ur. 21 lutego 1929 w Monasterzyskach na Podolu, zm. 2 grudnia 2021 w Krakowie) – polski lekarz, profesor nauk medycznych, specjalizujący się w immunologii klinicznej, doktor bakteriologii i mikrobiologii.`

## Życiorys
Urodził się na zachodnim Podolu w Monasterzyskach. Był świadkiem rzezi dokonanej przez Ukraińców w Małopolsce Wschodniej. Jako ministrant towarzyszył księdzu w pochówku polskich cywili zabitych podczas masowych mordów w Korościatynie.
Po zakończeniu II wojny światowej wysiedlony z innymi Polakami z Podola, osiadł w Krakowie. W 1952 ukończył chemię i biologię na Uniwersytecie Jagiellońskim. Długoletni (22 lata) pracownik oddziału chirurgii w III Klinice Chirurgicznej Akademii Medycznej w Krakowie, gdzie prowadził Laboratorium Immunologii Transplantologicznej. Autor 6 patentów z zakresu biotechnologii, współautor kilkunastu kolejnych. 19 maja 1981 znalazł się w sześcioosobowym zespole specjalistów z całego świata mającym pomóc w pooperacyjnym leczeniu papieża Jana Pawła II zamachu.
Współautor patentu na lek Thymus Factor X, pierwszego w świecie leku ubikwityn, a także inicjator wprowadzenia bioterapii ubikwitynowej m.in. w łuszczycy, w urazach czaszkowo-mózgowych, w osteoporozie i wielu innych.
Był publicystą prasy katolickiej, znawcą pontyfikatu Jana Pawła II, członkiem Katolickiego Stowarzyszenia Dziennikarzy i Zespołu Wspierania Radia Maryja.
Autor ponad 300 prac naukowych.

## Odznaczenia i wyróżnienia
Kawaler, a od 2015 Komandor Zakonu Rycerskiego Grobu Bożego w Jerozolimie, laureat nagrody im. Włodzimierza Pietrzaka i Nagrody im. Sługi Bożego Jerzego Ciesielskiego, wyróżniony złotą odznaką honorową Katolickiego Stowarzyszenia Civitas Christiana. Honorowy Obywatel Stołecznego Królewskiego Miasta Krakowa (2011).